# Herb Bet Sze’an
Herb Bet Sze’an w obecnej postaci został przyjęty w 1990 roku, zastępując stary pochodzący z 1958 roku.
Nowy herb zawiera osiem elementów, które podkreślają długą historię miasta Bet Sze’an. W centralnej części emblematu widnieje palma, charakterystyczna dla roślinności Doliny Bet Sze’an. Dodatkowo palma jest również symbolem pokolenia Menasesa, którego działem w czasach biblijnych było miasto Bet Sze’an. Po lewej stronie palmy widnieją dwie faliste niebieskie linie, które wyobrażają obfitość wody w Dolinie Bet Sze’an. Po prawej stronie palmy widnieje teatr rzymski oraz mur obronny miasta. Wskazują one na długą i bogatą historię miasta, którego wykopaliska archeologiczne są dużą atrakcją turystyczną. Powyżej muru widnieją menora i szofar. Te dwa żydowskie symbole zostały odnalezione na mozaice podłogowej w synagodze z okresu bizantyjskiego. Symbole te świadczą o długiej historii osadnictwa żydowskiego w mieście. W tle widoczny jest widok gór, które w naturalnym środowisku są otoczeniem Doliny Bet Sze’an.

U góry herbu umieszczono hebrajski tekst, będący cytatem fragmentu biblijnego wersetu z Księgi Rodzaju 49,1-2: 
„... Zgromadźcie się, a opowiem wam, co was czeka w czasach późniejszych. Zbierzcie się i słuchajcie, synowie Jakuba, słuchajcie Izraela, ojca waszego!”

Na dole herbu umieszczono hebrajski tekst, będący fragmentem biblijnego błogosławieństwa udzielonego przez Mojżesza Józefowi (miał on dwóch synów: Efraima i Menasesa, którego działem było miasto Bet Sze’an): 
„błogosławiona przez Pana, przez bogactwo niebios, przez rosę”.